# Janjanbureh (stad)
Janjanbureh (vroeger Georgetown) is de hoofdplaats van de Gambiaanse divisie Central River, in Centraal-Gambia. De stad is gelegen op het noordelijke deel van Janjanbureh Island, een eiland in de rivier de Gambia. De stad vormt een eigen district, die dezelfde naam als de stad draagt, namelijk Janjanbureh. Janjanbureh telt naar schatting 4000 inwoners.

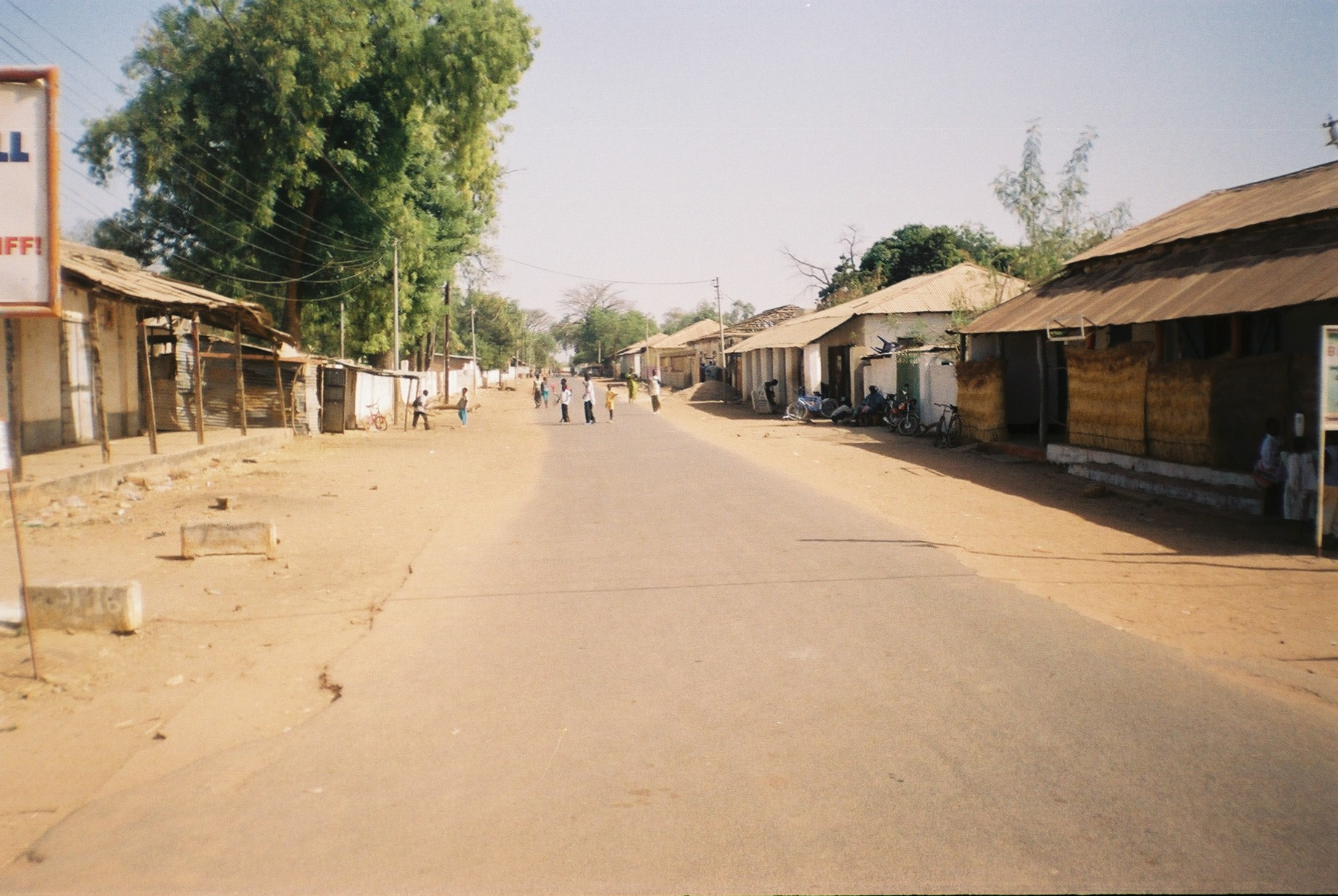
Straatbeeld

## Geschiedenis
Het eiland waarop de stad zich nu bevindt, werd in 1823 overgenomen door kapitein Alexander Grant van het Royal African Corps. Dit om daar de nederzetting Fort George voor bevrijde slaven te stichten. Het eiland werd omgedoopt tot MacCarthy Island, ter ere van de gouverneur-generaal van Brits-West-Afrika, Sir Charles MacCarthy (1764-1824). MacCarthy was zelf een strijder tegen de slavenhandel.
Door de gunstige ligging rond de Wesleyan Mission ontstond in de jaren na 1830 een overslagpunt voor pinda's, rijst en andere landbouwproducten, die vervolgens verder stroomafwaarts naar Banjul werden verscheept. Door de levendige handel die daaruit ontstond werd de stad genoemd ter ere van koning George IV, Georgetown.
In 1995 werd de stad omgedoopt tot Janjanbureh. Evenzo werd als onderdeel van de afrikanisering het eiland MacCarthy Island omgedoopt tot Janjanbureh Island.